# Пассакалья ре минор (BuxWV 161)
Пассакалья ре минор (BuxWV 161) — органное произведение Дитриха Букстехуде, одна из самых известных его работ.

## История
Пассакалья сохранилась только в одном источнике ― т. н. «книге Андреаса Баха», составленной старшим братом Иоганна Себастьяна Баха и его учителем Иоганном Кристофом (1671–1721). В том же сборнике есть другие органные произведения Букстехуде: две чаконы (BuxWV 159–160) и Прелюдия до мажор (BuxWV 137). Сведений о дате создания данных пьес не сохранилось. Майкл Белотти, биограф Букстехуде, предположил, что все три композиции были сочинены после 1690 года. Керала Снайдер также относит пассакалью к поздним работам Букстехуде.
Считается, что стиль пьесы повлиял на Пассакалью и фугу до минор Баха и на произведения Иоганнеса Брамса.

## Структура
Произведение написано в размере 3/2 и основывается на четырёхтактовом остинато:

В композиции четыре раздела (ре минор — фа мажор — ля минор ― ре минор), которые связываются между собой короткими пассажами. Каждый раздел содержит по семь вариаций на главную тему пассакальи. В то время модуляция редко встречалась в остинатных вариациях; такой приём использовал только итальянский композитор Бернардо Стораче, и очень маловероятно, что Букстехуде знал его музыку.
Интерес Букстехуде к нумерологии на протяжении всей жизни проявляется в сложной структуре пассакальи. Числа 4 и 7 являются основой всего произведения. Остинато состоит из 7 нот в 4 тактах и встречается 28 раз (4 × 7 = 28). Всего в пьесе 4 секции по 28 тактов в каждой. Такты, в которых не звучит главная тема произведения (3 интерлюдии по 3 такта каждая, 1 такт в начале и 1 такт с финальным аккордом в конце) в сумме дают 11 (4 + 7 = 11). Эти числовые закономерности привлекли внимание музыковедов; многие считают это изображением четырёх основных фаз Луны (т. е. новолуние, первая четверть, полнолуние, последняя четверть). Согласно Питу Ки, композитор также составил сборник из семи сюит («Die Natur, oder Eigenschaft der Planeten»), иллюстрирующий семь известных на то время небесных тел. Это сочинение в настоящее время считается утерянным. Букстехуде, возможно, был вдохновлён астрономическими часами, располагавшимися в церкви Святой Марии в Любеке (они были разрушены в 1942 году).
«Пассакалья ре минор» является литургическим произведением и часто исполняется перед магнификатом.

## Критика
Филипп Шпитта описал творчество Букстехуде в своей биографии Баха (1873) и заметил, что «по красоте и важности [остинатные произведения Букстехуде] имеют приоритет над всеми творениями того времени и стоят на первом месте среди сочинений Букстехуде. [Действительно], мне не известно ни одного музыкального произведения того времени, которое превосходило бы их или хотя бы приближалось к ним по трогательной, пронзающей душу силе выражения». Мнение Шпитты разделял Иоганнес Брамс (который ошибочно назвал пассакалью чаконой):
<…> когда я знакомлюсь с таким прекрасным произведением, как Чакона ре минор Букстехуде, я не могу удержаться, чтобы не поделиться им с издателем просто с целью доставить радость другим музыкантам.
Немецкий писатель Герман Гессе упомянул это произведение в своем романе «Демиан» 1919 года, там пассакалья Букстехуде явилась источником вдохновения для двух центральных персонажей книги. Музыковед Вернер Брейг назвал сочинение самой зрелой работой Букстехуде и вершиной его органной музыки: «Причина этого может заключаться в том, что она наиболее исчерпывающе использует потенциал строгости и свободы. Основная тема, неизменно слышимая в педали, контрастирует с комплексом верхних голосов, характеризующихся переполняющим богатством изобретательности».